# Ana Laverón
Ana Laverón Simavilla (España, siglo XX) es una ingeniera aeronáutica española, catedrática de ingeniería aeroespacial y directora del E-USOC - Centro de Soporte de Operaciones Espaciales. 

## Biografía
En 1994 se doctoró en ingeniería aeronáutica en la Escuela Superior de Ingeniería Aeronáutica con la tesis: Estabilidad de puentes líquidos no axilsimétricos. En este mismo centro universitario obtuvo el título de Ingeniería Aeronáutica, especializándose en Tecnología de Vehículos Aeroespaciales.

### Trayectoria profesional
Entre 1991 y el año 2009 trabajó como docente en la ESIA.  Entre 1999 y 2002, fue profesora invitada, con una licencia por investigación y docencia, en el Instituto Tecnológico y de Estudios Superiores de Monterrey (ITESM), México.  En 2009 fue nombrada catedrática universitaria en el área de ingeniería aeroespacial. Sería la primera catedrática en la Escuela Técnica Superior de Ingeniería aeronáutica (ETSIA) de la Universidad Politécnica de Madrid).
En 1999 se integró en el Centro de Soporte de Operaciones Espaciales, como directora adjunta y coordinadora científica.  Durante el 2005 pasó a ser su directora técnica, y desde el año 2006 ostenta la dirección de este centro de investigación del ámbito aeroespacial.
Entre los años 2004 a 2008 estuvo en el cargo de adjunta a vicerrectora de nuevas tecnologías y servicios en red, en el rectorado de la UPM. Y es miembro del Consejo Asesor del Ministerio de Fomento (2015- ).
Dirigió el análisis para el nuevo diseño de optimización de velas para navegación en ceñida del catamarán olímpico Tornado.  Otro de los proyectos que dirigió fue en GeoFlow para la Agencia Espacial Europea.